# Charles Helou
Charles Helou, en árabe شارل الحلو, (Beirut, 25 de septiembre de 1913 — Beirut, 7 de enero de 2001) fue un político libanés, cofundador del partido político Kataeb.

## Biografía
Fue abogado, médico y médico cristiano maronita, fue en diversas oportunidades ministro de Educación (entre 1949-1959) y fue presidente del Líbano entre el 23 de septiembre de 1964 y el 22 de septiembre de 1970. Llevó a cabo una importante reforma administrativa del país.